# WKS Wawel Cracovie
Le WKS Wawel Cracovie ((pl) Wojskowy Klub Sportowy Wawel Kraków) est un club polonais de football basé à Cracovie.

## Historique
- 1919 : fondation du club sous le nom de KS Wawel Kraków
- 1945 : le club est renommé WKS Wawel Kraków
- 1948 : le club est renommé OWKS Kraków
- 1953 : le club est renommé CWKS filia Kraków
- 1953 : le club est renommé WKS Wawel Kraków

## Palmarès
- Championnat de Pologne de football
  - Vice-Champion : 1953

- Coupe de la Ligue
  - Vainqueur : 1952